# Theofilos
Pour plus de détails, voir Fiche technique et Distribution.
Theofilos (en grec moderne : Θεόφιλος) est un film grec réalisé par Lákis Papastáthis, sorti en 1987.

## Synopsis
La vie du peintre Theophilos Hadjimichaïl.

## Fiche technique
- Titre : Theofilos
- Titre original : Θεόφιλος
- Réalisation : Lákis Papastáthis
- Scénario : Fragiski Abatzopoulou, Vassilis Loules et Lákis Papastáthis
- Musique : Giorgios Papadakis
- Photographie : Thodoros Margas
- Montage : Vangelis Gousias
- Production : Lákis Papastáthis
- Société de production : Hellenic Radio & Television
- Pays :  Grèce
- Genre : Biopic et drame
- Durée : 115 minutes
- Dates de sortie : 
  - Grèce : octobre 1987

## Distribution
- Dimitris Katalifos : Theophilos Hadjimichaïl
- Stamatis Fasoulis : Stratis
- Dimitris Kaberidis : Stavros Hadjimichaïl
- Irini Hatzikonstadi : Kama
- Themis Manesis : Iska le maigicien

## Distinctions
Le film a été présenté en sélection officielle en compétition lors de Berlinale 1988.